# 離婚計画〜いつか愛したあなたへ〜
『離婚計画〜いつか愛したあなたへ〜』（りこんけいかく いつかあいした - ）は、2000年3月27日から5月26日に、TBS系列の「ドラマ30」枠で放送された昼のテレビドラマ。MBS制作。放送時間は月曜から金曜13:30-14:00（JST）。全9週、45回。「CASE1」、「CASE2」のように、1週間で1エピソードの形をとっている。

## あらすじ
朋子は夫・健司のリストラ退職を機に、弁護士としての活動に復帰する。一方、健司は実家の喫茶店の手伝いをすることに。朋子の働く事務所に、結婚生活に悩みを抱えた人々が相談にやってくる。

## キャスト
- 朋子：宮崎美子
- 健司：中本賢
- 啓子：阿知波悟美
- りん：大橋梓
- 小林千香子
- 静香：古柴香織
- 聡子：高樹澪
- 佐川満男
- 貴子：左時枝
- 谷啓
- みちる：杉本彩（CASE1ゲスト）
- 彰子：木村理恵（CASE2ゲスト）
- 孝：三上市朗（CASE2ゲスト）
- 久子：越智静香（CASE3ゲスト）
- 悠里子：大西結花（CASE4ゲスト）
- 正平：湯江健幸（CASE4ゲスト）
- かつ子：岩本多代（CASE5ゲスト）
- 明美：魏涼子（CASE5ゲスト）
- 弘子：東てる美（CASE6ゲスト）
- 広美：杉田かおる（CASE7ゲスト）
- 陽子：喜多嶋舞（CASE8ゲスト）
- 信輔：桜井センリ（CASE9ゲスト）

## スタッフ
- 脚本：森脇京子、清本由紀(脚本家)、長瀬未代子
- 演出：皆元洋之助、古賀敏仁、鈴木晴之、岡田浩祥、竹園元
- 演出補：坪内孝典
- 音楽：渡辺博也
- 美術：水速賢
- アートプロデューサー：上中普雄
- デザイン：山崎博
- タイトル：小谷唯史
- 技術：長谷川武司
- カメラ：亀井稔
- 照明：渋谷善之
- 制作：伊東雄三
- 制作補：岡田浩祥
- 法律監修：小池振一郎
- 企画協力：池内ひろ美
- プロデューサー：藪内広之、上川栄、池田仁美
- 制作協力：MBS企画
- 制作：毎日放送、東通企画

## 主題歌
- 秋月ひかり「恋人もいないのに」

| MBS・CBC 平日13時台後半（ドラマ30枠） | MBS・CBC 平日13時台後半（ドラマ30枠）                 | MBS・CBC 平日13時台後半（ドラマ30枠）              |
| 前番組                                | 番組名                                                | 次番組                                             |
| ------------------------------------- | ----------------------------------------------------- | -------------------------------------------------- |
| いばらの償い （2000.1.31 - 3.24）     | 離婚計画〜いつか愛したあなたへ〜 （2000.3.27 - 5.26） | キッズ・ウォー2〜ざけんなよ〜 （2000.5.29 - 7.28） |